# ISTAF Berlin 2008
L'ISTAF Berlin 2008 è stata la 67ª edizione dell'annuale meeting di atletica leggera e si è svolta, come di consueto, all'Olympiastadion di Berlino, dalle ore 12:45 alle 17:00 UTC+2 del 1º giugno 2008 davanti a 67 164 spettatori. Il meeting è stato anche la prima tappa della Golden League 2008.

## Programma
Il meeting ha visto lo svolgimento di 16 specialità, 11 maschili e 5 femminili: di queste, 6 maschili e 4 femminili erano valide per la Golden League. Oltre a queste, erano inserite in programma altre competizioni riservate a studenti e ad atleti delle categorie giovanili, assieme competizioni a livello nazionale.
| #  | Orario | Specialità             |
| -- | ------ | ---------------------- |
| 1  | 12:45  | Lancio del disco       |
| 2  | 13:30  | Salto con l'asta       |
| 3  | 13:50  | 800 m piani            |
| 4  | 14:50  | Salto in lungo         |
| 5  | 15:05  | 400 m hs               |
| 6  | 15:10  | Lancio del giavellotto |
| 7  | 15:15  | 1500 m piani           |
| 8  | 15:30  | 110 m hs               |
| 9  | 16:20  | 100 m piani            |
| 10 | 16:30  | 400 m piani            |
| 11 | 16:40  | 5000 m piani           |

| # | Orario | Specialità    |
| - | ------ | ------------- |
| 1 | 14:40  | 5000 m piani  |
| 2 | 14:40  | Salto in alto |
| 3 | 15:45  | 200 m piani   |
| 4 | 16:00  | 100 m hs      |
| 5 | 16:10  | 800 m piani   |

     Specialità valide per la Golden League

## Risultati
Di seguito i primi tre classificati di ogni specialità.

### Uomini
| Specialità             | 1º classificato     | Prestazione | 2º classificato          | Prestazione | 3º classificato             | Prestazione |
| 100 m                  | Nesta Carter        | 10"08       | Kim Collins              | 10"12       | Ivory Williams              | 10"13       |
| 400 m                  | LaShawn Merritt     | 44"03       | Jeremy Wariner           | 44"07       | Chris Brown                 | 44"68       |
| 800 m                  | Abraham Chepkirwok  | 1'44"53     | Mbulaeni Mulaudzi        | 1'44"68     | Alfred Kirwa Yego           | 1'44"99     |
| 1500 m                 | Augustine Choge     | 3'31"57     | Daniel Kipchirchir Komen | 3'31"91     | Shedrack Korir              | 3'31"99     |
| 5000 m                 | Moses Ndiema Masai  | 12'50"55    | Tariku Bekele            | 12'52"45    | Moses Ndiema Kipsiro        | 12'54"70    |
| 110 m hs               | David Oliver        | 13"19       | Dayron Robles            | 13"20       | Ryan Wilson                 | 13"30       |
| 400 m hs               | Bershawn Jackson    | 48"73       | Adrian Findlay           | 49"13       | Marek Plawgo                | 49"24       |
| Salto con l'asta       | Evgenij Luk'janenko | 5,85 m      | Maksym Mazuryk           | 5,80 m      | Sergey Kucheryanu           | 5,75 m      |
| Salto in lungo         | Hussein Al-Sabee    | 8,21 m      | Godfrey Khotso Mokoena   | 8,18 m      | Mohamed Salman Al-Khuwalidi | 8,17 m      |
| Lancio del disco       | Ehsan Hadadi        | 69,12 m     | Virgilijus Alekna        | 69,12 m     | Robert Harting              | 67,70 m     |
| Lancio del giavellotto | Tero Pitkämäki      | 85,20 m     | Andreas Thorkildsen      | 85,19 m     | Tero Järvenpää              | 84,07 m     |

In grassetto le specialità valide per il jackpot della Golden League
     Atleti ancora in corsa per il jackpot della Golden League dopo questo meeting

### Donne
| Specialità    | 1ª classificata | Prestazione | 2ª classificata           | Prestazione | 3ª classificata  | Prestazione |
| 200 m         | Sherone Simpson | 22,43       | Julija Guščina            | 22"58       | Kerron Stewart   | 22"58       |
| 800 m         | Pamela Jelimo   | 1'54"99     | Yuliya Krevsun            | 1'58"98     | Janeth Jepkosgei | 1'59"13     |
| 5000 m        | Sylvia Kibet    | 15'05"09    | Priscah Jepleting Cherono | 15'06"77    | Grace Momanyi    | 15'08"62    |
| 100 m hs      | Josephine Onyia | 12"50       | Susanna Kallur            | 12"54       | Lolo Jones       | 12"57       |
| Salto in alto | Blanka Vlašić   | 2,03 m      | Ariane Friedrich          | 2,00 m      | Anna Čičerova    | 1,97 m      |

In grassetto le specialità valide per il jackpot della Golden League
     Atlete ancora in corsa per il jackpot della Golden League dopo questo meeting